# Ministero della sicurezza nazionale (Israele)
Il Ministero della sicurezza nazionale (in ebraico המשרד לביטחון לאומי‎?) è un dicastero del governo israeliano deputato alla gestione dell'ordine pubblico e della sicurezza interna di Israele.
Il ministro è Itamar Ben-Gvir, in carica dal 29 dicembre 2022.

## Storia
Il ministero fu istituito nel 1948 come Ministero della polizia e il primo ministro fu il poliziotto Bechor-Shalom Sheetrit, che rimase in carica fino al 1967. Il dicastero fu abolito nel 1977 dal Primo ministro Menachem Begin ma venne re-istituito nel 1984 da Shimon Peres.
Nel 1992 assunse il nome di Ministero della sicurezza interna mentre nel 2022 è stato ribattezzato Ministero della sicurezza nazionale.